# Kenilworth Park and Aquatic Gardens
Pour les articles homonymes, voir Kenilworth (homonymie).
Kenilworth Park & Aquatic Gardens est un National Park Service situé dans le nord-ouest de Washington, DC, à la frontière de l'état du Maryland. Niché près des rives de la rivière Anacostia et directement à l'ouest de la Baltimore-Washington Parkway, Kenilworth Park & Aquatic Gardens conserve un grand nombre de nénuphars et de lotus rares à la surface des étangs près de la rivière. Le parc contient aussi le marais de Kenilworth, le seul marais littoral restant à Washington, DC.

## Biologie
Le parc abrite une grande variété de faune et de flore originaires de la région avant l'étalement urbain sur les terres environnantes. Les amphibiens, oiseaux, poissons et insectes se trouvent en grand nombre dans les marais, ainsi que diverses plantes et fleurs sauvages. Selon un compte des espèces par le Patuxent Wildlife Research Center, il y avait 650 espèces d'insectes, 150 espèces de plantes terrestres, 76 espèces d'oiseaux, 18 espèces de poissons, 9 espèces de mammifères et 8 espèces de reptiles ainsi que d'autres organismes tels que des algues, lichens, champignons et vers. La Société Audubon fait également un comptage  annuel d'oiseaux autour de décembre ; en 2007, le compte a atteint 59 espèces d'oiseaux différentes. Dans l'ensemble, 257 espèces différentes d'oiseaux ont été observées sur l'ensemble de l'année, y compris des hérons, limicoles, passereaux et une foule d'oiseaux moins souvent vus[réf. souhaitée]. Parmi les mammifères observés dans le parc, on trouve notamment des castors, des rats musqués, des visons, des cerfs, des renards et même des coyotes. En plus d'autres plantes des milieux humides, en plus du lys qui se développent abondamment, est présent du riz sauvage et des quenouilles.
Malheureusement, plusieurs espèces envahissantes telles que les têtes-de-serpent ont également été trouvés dans les étangs et les marais du parc.

## Histoire

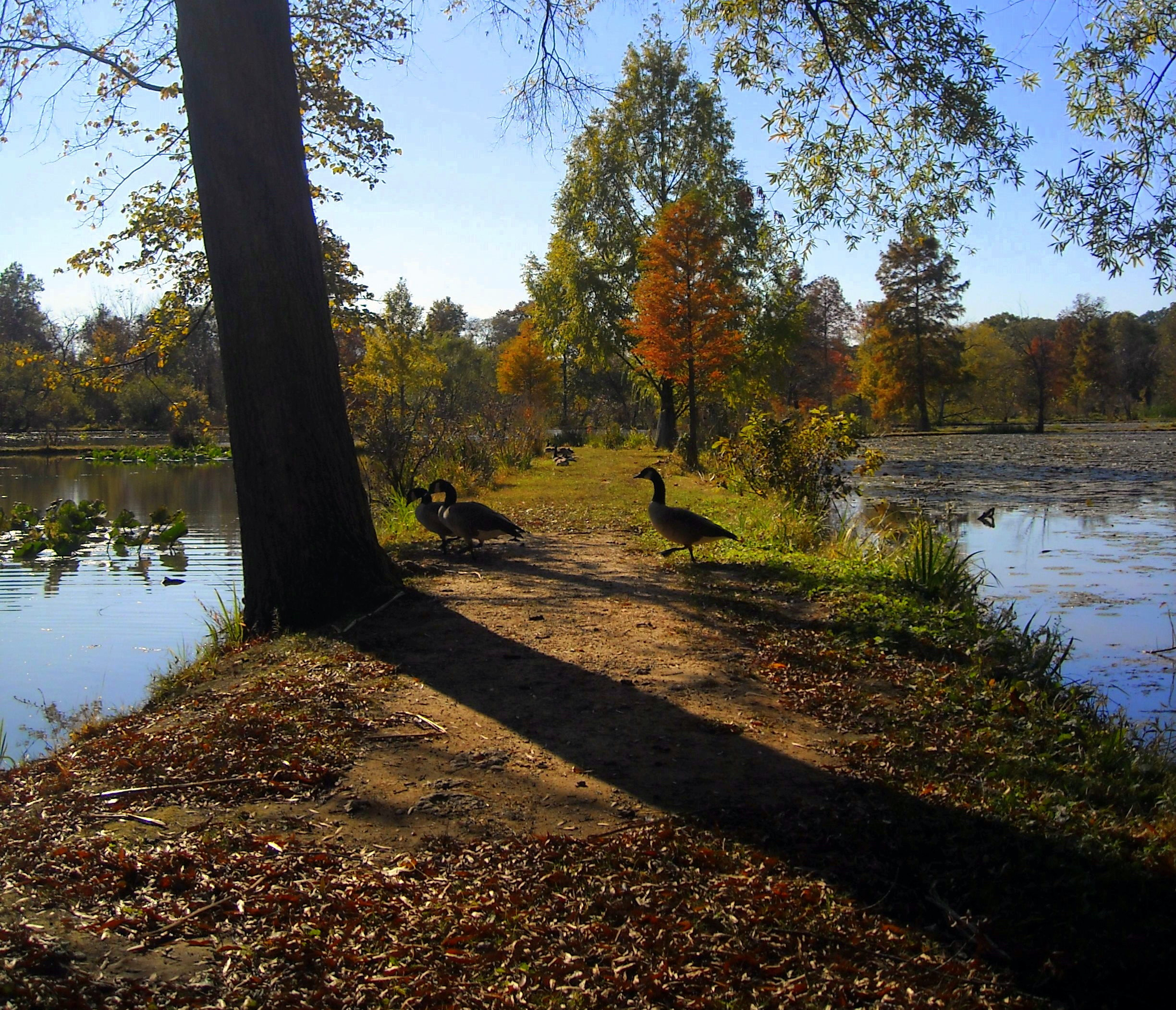
Des oies traversant un chemin d'accès du parc

La terre qui est maintenant Kenilworth Aquatic Gardens a été à l'origine acheté par un vétéran de la Guerre Civile Walter B. Shaw dans les années 1880,. Nostalgique, Shaw a apporté des nénuphars sauvages de son état natal du Maine. Quand les fleurs ont prospéré dans l'environnement, Shaw a apporté plus de plantes et a commencé une attraction commerciale sous le nom de W.B. Shaw Lily Ponds en 1912.
En 1921, à la mort de Shaw, sa fille, Helen Shaw Fowler, a repris l'entreprise prospère qui a été visitée par de nombreux dignitaires, dont des présidents des États-Unis. Malheureusement à cette époque, la rivière Anacostia à proximité est devenu remplie d'un excès de limon, ce qui rendait la navigation sur le fleuve difficile. L'United States Army Corps of Engineers a été appelée pour draguer la rivière ce qui mettait les jardins en danger de destruction. Helen s'est battu pour sauver les jardins et finalement, en 1938, le Congrès a autorisé l'achat pour 15 000 $ des jardins afin de créer le parc.

## Le parc aujourd'hui

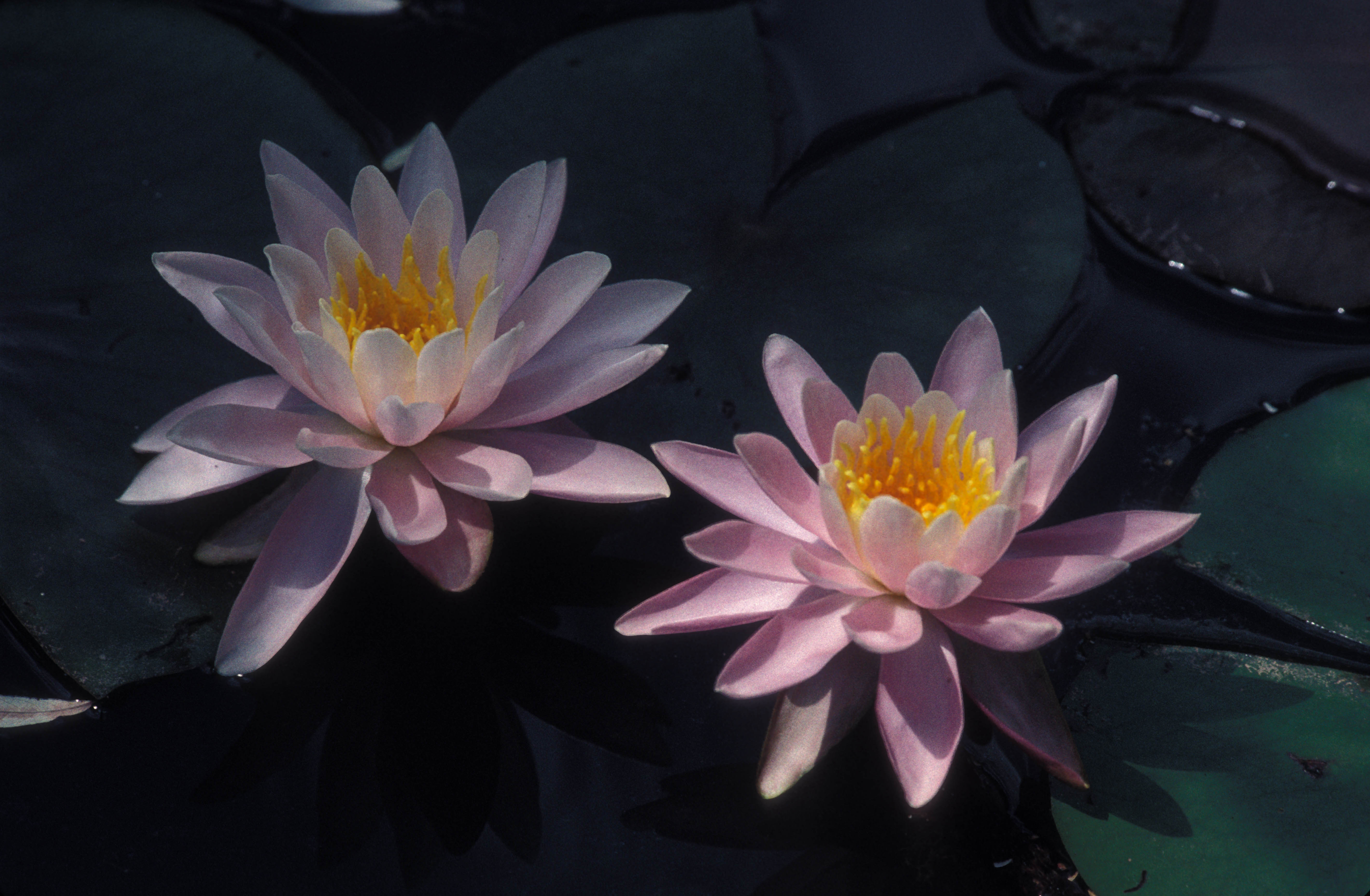
Nénuphars dans le parc

Aujourd'hui, le parc fait partie des National Capital Parks-East du National Park Service. La superficie totale du parc est d'environ 700 acres et est constitué des jardins d'eau, du marais de Kenilworth, de terrains et d'installations de loisirs. Les jardins ont depuis été inscrits sur le Registre national des lieux historiques et a également désigné un paysage de catégorie II par le Comité Conjoint sur les Monuments de la Capitale-Nationale. Des parties de marais de Kenilworth ont également fait l'objet de restauration en 1992-1993, ajoutant 32 acres de marais à ce qui était des vasières.